# Суслов, Александр Андреевич
Александр Андреевич Суслов (22 августа 1906, Кыштым, Пермская губерния — 6 февраля 1982, Кыштым, Челябинская область) — старшина Рабоче-крестьянской Красной Армии, участник Великой Отечественной войны, Герой Советского Союза (1944).

## Биография
Родился 22 августа 1906 года в посёлке Кыштым (ныне — город в Челябинской области).
После окончания четырёх классов школы работал на заводе.
В августе 1941 года призван на службу в Рабоче-крестьянскую Красную Армию. С октября того же года — на фронтах Великой Отечественной войны.
К июню 1944 года гвардии старший сержант Александр Суслов командовал пулемётным расчётом отдельного гвардейского учебного стрелкового батальона 67-й гвардейской стрелковой дивизии 6-й гвардейской армии 1-го Прибалтийского фронта. Отличился во время освобождения Витебской области Белорусской ССР. 24 июня 1944 года расчёт Суслова одним из первых переправился через Западную Двину в районе деревни Узречье Бешенковичского района и принял активное участие в боях за захват и удержание плацдарма на её берегу. В критический момент боя Суслов заменил собой выбывшего из строя командира взвода, что позволило удержать плацдарм до переправы основных сил.
Указом Президиума Верховного Совета СССР от 22 июня 1944 года гвардии старший сержант Александр Суслов был удостоен высокого звания Героя Советского Союза с вручением ордена Ленина и медали «Золотая Звезда».
После окончания войны в звании старшины Суслов был демобилизован. Проживал и работал в родном городе.
Скончался 6 февраля 1982 года. Похоронен на Старом кладбище Кыштыма.
Был также награждён орденом Славы 3-й степени и рядом медалей.